# Mark Recchi
Mark Louis Recchi (1. února 1968, Kamloops, BC, Kanada) je bývalý kanadský profesionální hokejový pravý křídelník, který v kariéře třikrát vyhrál Stanley Cup, pokaždé s jiným týmem. Aktivní kariéru ukončil ve 43 letech po zisku svého třetího Stanley Cupu s Boston Bruins.

## Hráčská kariéra
V juniorských letech hrál Recchi ve WHL za Kamloops Blazers, kde bylo jeho číslo 8 bylo vyřazeno krátce po jeho odchodu do NHL. Draftovali ho Pittsburgh Penguins a hned v roce 1988 naskočil do NHL. V roce 1991 byl jednou z klíčových postav týmu, který vyhrál Stanley Cup.
V roce 1992 byl vyměněn do Philadelphia Flyers za Ricka Toccheta a Kjella Samuelssona. Ve Philadelphii zůstal až do roku 1995 a byl členem lajny „Crazy Eights“ se kterou v sezoně 1992-93 ukořistil rekordy týmu pro 53 gólů, 70 asistencí a dosud platný rekord 123 bodů. V roce 1995 byl vyměněn do Montreal Canadiens za Johna LeClaira, Érica Desjardins a Gilberta Dionna. V roce 1998 se ale vrátil do Flyers a zařadil se opět mezi jejich nejproduktivnější hráče.
V sezoně 1999-00 skončil třetí v boji o Lester B. Pearson Award pro nejužitečnějšího hráče podle ostatních hráčů, ztrácel 5 bodů na vítěze, Jaromíra Jágra. V letech 2000 a 2004 se s Flyers dostal do finále konference, ale pokaždé jeho tým sérii ztratil v sedmi zápasech.
V roce 2000 byl také jmenován nejvýznamnějším mužským sportovcem města Kamloops ve 20. století a na jeho počest byla ve městě pojmenována ulice „Mark Recchi Way“.
V srpnu 2004 byl volným hráčem a tak se vrátil do týmu Pittsburgh Penguins, kde podepsal dvouletou smlouvu s opcí na další rok. První rok byl prakticky vymazán stávkou, která v NHL proběhla a ve druhém roce, když se Penguins potáceli kolem posledního místa, zrušil svou klauzuli o nemožnosti výměny a nechal se vyměnit za Krystofera Kolanose, Niklase Nordgrena a výběr v druhém kole draftu 2007 do Carolina Hurricanes, se kterými vyhrál svůj druhý Stanley Cup. V létě 2006 ovšem podepsal novou smlouvu s Pittsburgh Penguins.
20. ledna 2007 vstřelil svůj sedmý hattrick v kariéře, do sítě Toronto Maple Leafs a o šest dní později, v přesilovce proti Dallas Stars vstřelil svůj pětistý gól v kariéře.
V létě 2007 podepsal s Penguins novou, jednoletou smlouvu za 2 miliony dolarů, ale 4. prosince téhož roku byl umístěn na listinu nechráněných hráčů a tak také poslán do farmářského týmu Wilkes-Barre/Scranton Penguins. Po čtyřech dnech, bez jediného zápasu na farmě ho z listiny vytáhli Atlanta Thrashers, kde ve svém prvním utkání v týmu vstřelil vítězný nájezd.
Fanoušci mu začali říkat „Recchin' Ball“ kvůli jeho drobné postavě a sebevražednému forecheckingu.
7. července 2008 podepsal jednoletou smlouvu s Tampa Bay Lightning.
4. března 2009 byl společně s volbou v druhém kole draftu 2010 vyměněn do Boston Bruins za Matta Lashoffa a Martinse Karsumse. O 3 dny později vstřelil své první dva góly v novém dresu na domácím ledě proti Chicago Blackhawks.
2. července 2009 podepsal novou smlouvu s Boston Bruins a oznámil, že to bude jeho poslední sezona. S ukončením kariéry Joa Sakica se stal lídrem NHL v počtu historických bodů a asistencí mezi aktivními hráči.
1. ledna 2010 vstřelil vyrovnávací gól na konci třetí třetiny Winter Classic proti Philadelphia Flyers na bostonském Fenway Parku. 15. dubna téhož roku se stal třetím nejstarším hráčem, který vstřelil gól v play-off. Starší byli pouze Gordie Howe a Chris Chelios. 7. května 2010 se navíc stal nejstarším hráčem v historii, který vstřelil více než jeden gól v utkání play-off, bylo to ve čtvrtém zápase čtvrtfinálové série proti Flyers.
V sezóně 2010/2011 pomohl svému týmu Boston Bruins vybojovat Stanley Cup. Stal se tak ve 43 letech druhým nejstarším hráčem historie (po Chrisu Cheliosovi), který tuto trofej získal. Přes svůj věk byl v Bostonu velmi platným hráčem, v základní části si připsal 48 bodů, v play-off dalších 14. Krátce po tomto triumfu uznámil ukončení aktivní kariéry.

### Ocenění
- 1987-88 - První výběr hvězd WHL
- 1988-89 - Druhý výběr hvězd IHL
- 1990-91 - Utkání hvězd NHL
- 1990-91 - Stanley Cup s týmem Pittsburgh Penguins
- 1991-92 - Druhý výběr hvězd NHL
- 1992-93 - Utkání hvězd NHL
- 1993-94 - Utkání hvězd NHL
- 1996-97 - Utkání hvězd NHL
- 1996-97 - Nejužitečnější hráč Utkání hvězd NHL
- 1997-98 - Utkání hvězd NHL
- 1998-99 - Utkání hvězd NHL
- 1999-00 - Utkání hvězd NHL
- 2005-06 - Stanley Cup s týmem Carolina Hurricanes
- 2010-11 - Stanley Cup s týmem Boston Bruins

### Rekordy

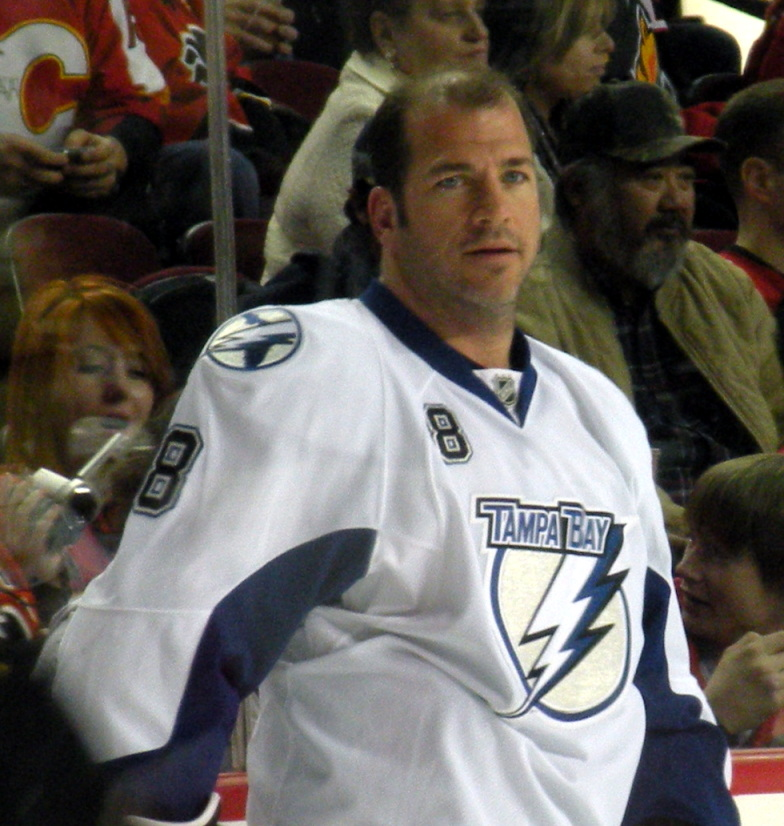
Mark Recchi v dresu Tampa Bay Lightning

- Druhá největší mezera mezi dvěma Stanley Cupy - 15 let
- 123 bodů v sezoně 1992-93 - rekord týmu Philadelphia Flyers
- Nejstarší hráč s 5 asistencemi v jednom zápase - 1. března 2009, 41 let
- Devátý v historickém počtu odehraných utkání - 1 571
- Druhý nejstarší hráč, který vybojoval Stanley Cup (ve 43 letech)
- Třináctý hráč historie, který překonal hranici 1500 kanadských bodů v základní části

### Transakce
- 19. únor 1992 - Pittsburgh Penguins → Philadelphia Flyers - s Brianem Benningem a výběrem v prvním kole draftu 1992 (Jason Bowen) za Ricka Toccheta, Kjella Samuelssona a Kena Wreggeta.
- 9. únor 1995 - Philadelphia Flyers → Montreal Canadiens - za Johna LeClaira, Érica Desjardins a Gilberta Dionna.
- 10. březen 1999 - Montreal Canadiens → Philadelphia Flyers - za Dainia Zubruse, výběr ve druhém kole draftu 1999 (Matt Carkner) a v šestém kole draftu 2000.
- 9. březen 2006 - Pittsburgh Penguins → Carolina Hurricanes - za Krystofera Kolanose, Niklase Nordgrena a výběr v druhém kole draftu 2007.
- 4. prosinec 2007 - Pittsburgh Penguins → listina nechráněných hráčů
- 6. prosinec 2007 - Pittsburgh Penguins → Wilkes-Barre/Scranton Penguins
- 7. prosinec 2007 - listina nechráněných hráčů → Atlanta Thrashers
- 4. březen 2009 - Tampa Bay Lightning → Boston Bruins - s výběrem ve druhém kole draftu 2010 za Matta Lashoffa a Martinse Karsumse.

## Klubové statistiky
| Sezona       | Klub                   | Soutěž       | Základní část | Základní část | Základní část | Základní část | Základní část | Play off | Play off | Play off | Play off | Play off |
| Sezona       | Klub                   | Soutěž       | Z             | G             | A             | B             | TM            | Z        | G        | A        | B        | TM       |
| ------------ | ---------------------- | ------------ | ------------- | ------------- | ------------- | ------------- | ------------- | -------- | -------- | -------- | -------- | -------- |
| 1984–85      | New Westminster Bruins | WHL          | 4             | 0             | 1             | 1             | 0             | —        | —        | —        | —        | —        |
| 1985–86      | New Westminster Bruins | WHL          | 72            | 21            | 40            | 61            | 55            | —        | —        | —        | —        | —        |
| 1986–87      | Kamloops Blazers       | WHL          | 40            | 26            | 50            | 76            | 63            | 13       | 3        | 16       | 19       | 17       |
| 1987–88      | Kamloops Blazers       | WHL          | 62            | 61            | 93            | 154           | 75            | 17       | 10       | 21       | 31       | 18       |
| 1988–89      | Muskegon Lumberjacks   | IHL          | 63            | 50            | 49            | 99            | 86            | 14       | 7        | 14       | 21       | 28       |
| 1988–89      | Pittsburgh Penguins    | NHL          | 15            | 1             | 1             | 2             | 0             | —        | —        | —        | —        | —        |
| 1989–90      | Muskegon Lumberjacks   | IHL          | 4             | 7             | 4             | 11            | 2             | —        | —        | —        | —        | —        |
| 1989–90      | Pittsburgh Penguins    | NHL          | 74            | 30            | 37            | 67            | 44            | —        | —        | —        | —        | —        |
| 1990–91      | Pittsburgh Penguins    | NHL          | 78            | 40            | 73            | 113           | 48            | 24       | 10       | 24       | 34       | 33       |
| 1991–92      | Pittsburgh Penguins    | NHL          | 58            | 33            | 37            | 70            | 78            | —        | —        | —        | —        | —        |
| 1991–92      | Philadelphia Flyers    | NHL          | 22            | 10            | 17            | 27            | 18            | —        | —        | —        | —        | —        |
| 1992–93      | Philadelphia Flyers    | NHL          | 84            | 53            | 70            | 123           | 95            | —        | —        | —        | —        | —        |
| 1993–94      | Philadelphia Flyers    | NHL          | 84            | 40            | 67            | 107           | 46            | —        | —        | —        | —        | —        |
| 1994–95      | Philadelphia Flyers    | NHL          | 10            | 2             | 3             | 5             | 12            | —        | —        | —        | —        | —        |
| 1994–95      | Montreal Canadiens     | NHL          | 39            | 14            | 29            | 43            | 16            | —        | —        | —        | —        | —        |
| 1995–96      | Montreal Canadiens     | NHL          | 82            | 28            | 50            | 78            | 69            | 6        | 3        | 3        | 6        | 0        |
| 1996–97      | Montreal Canadiens     | NHL          | 82            | 34            | 46            | 80            | 58            | 5        | 4        | 2        | 6        | 2        |
| 1997–98      | Montreal Canadiens     | NHL          | 82            | 32            | 42            | 74            | 51            | 10       | 4        | 8        | 12       | 6        |
| 1998–99      | Montreal Canadiens     | NHL          | 61            | 12            | 35            | 47            | 28            | —        | —        | —        | —        | —        |
| 1998–99      | Philadelphia Flyers    | NHL          | 10            | 4             | 2             | 6             | 6             | 6        | 0        | 1        | 1        | 2        |
| 1999–00      | Philadelphia Flyers    | NHL          | 82            | 28            | 63            | 91            | 50            | 18       | 6        | 12       | 18       | 6        |
| 2000–01      | Philadelphia Flyers    | NHL          | 69            | 27            | 50            | 77            | 33            | 6        | 2        | 2        | 4        | 2        |
| 2001–02      | Philadelphia Flyers    | NHL          | 80            | 22            | 42            | 64            | 46            | 4        | 0        | 0        | 0        | 2        |
| 2002–03      | Philadelphia Flyers    | NHL          | 79            | 20            | 32            | 52            | 35            | 13       | 7        | 3        | 10       | 2        |
| 2003–04      | Philadelphia Flyers    | NHL          | 82            | 26            | 49            | 75            | 47            | 18       | 4        | 2        | 6        | 4        |
| 2004–05      | Nehrál - stávka ligy   |              |               |               |               |               |               |          |          |          |          |          |
|              |                        |              |               |               |               |               |               |          |          |          |          |          |
| 2005–06      | Pittsburgh Penguins    | NHL          | 63            | 24            | 33            | 57            | 56            | —        | —        | —        | —        | —        |
| 2005–06      | Carolina Hurricanes    | NHL          | 20            | 4             | 3             | 7             | 12            | 25       | 7        | 9        | 16       | 18       |
| 2006–07      | Pittsburgh Penguins    | NHL          | 82            | 24            | 44            | 68            | 62            | 5        | 0        | 4        | 4        | 0        |
| 2007–08      | Pittsburgh Penguins    | NHL          | 19            | 2             | 6             | 8             | 12            | —        | —        | —        | —        | —        |
| 2007–08      | Atlanta Thrashers      | NHL          | 53            | 12            | 28            | 40            | 20            | —        | —        | —        | —        | —        |
| 2008–09      | Tampa Bay Lightning    | NHL          | 62            | 13            | 32            | 45            | 20            | —        | —        | —        | —        | —        |
| 2008–09      | Boston Bruins          | NHL          | 18            | 10            | 6             | 16            | 2             | 11       | 3        | 3        | 6        | 0        |
| 2009–10      | Boston Bruins          | NHL          | 81            | 18            | 25            | 43            | 34            | 13       | 6        | 4        | 10       | 6        |
| 2010–11      | Boston Bruins          | NHL          | 81            | 14            | 34            | 48            | 35            | 25       | 5        | 9        | 14       | 8        |
| Celkem v NHL | Celkem v NHL           | Celkem v NHL | 1652          | 577           | 956           | 1533          | 1033          | 190      | 61       | 87       | 148      | 93       |

### Reprezentace
Reprezentoval Kanadu na ZOH 1998 v Naganu.